# أب باريك (زهرا السفلى)
أب باریك (بالفارسية: آب‌باریک) هي قرية تقع في إيران في Zahray-ye Pain Rural District. يقدر عدد سكانها بـ 369 نسمة .